# Colesterolo 7alfa-monoossigenasi
La colesterolo 7alfa-monoossigenasi è un enzima appartenente alla classe delle ossidoreduttasi, che catalizza la seguente reazione:
colesterolo + NADPH + H+ + O2 ⇄ 7α-idrossicolesterolo + NADP+ + H2O
L'enzima è una proteina eme-tiolata (P-450).